# Hyloscirtus estevesi
Hyloscirtus estevesi és una espècie de granota que viu a Veneçuela.